# 希臘英雄崇拜

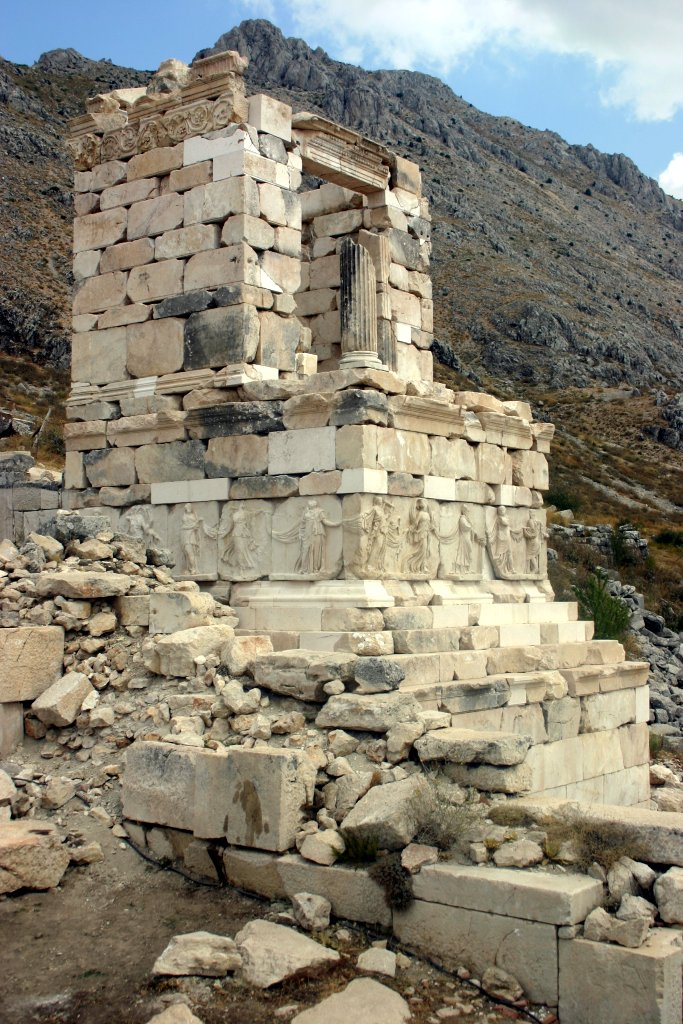
英雄聖壇（hero-shrine）或是英雄祠（heroon）遺址，位於土耳其的薩伽拉索斯（Sagalassos）。

英雄崇拜（英語：Hero cults）是古希臘宗教眾多鮮明特色之一。在荷馬時代希臘語中，指的是於特洛伊戰爭期間中希臘與特洛伊任何一方參戰之男子。英語中的“hero”源自於古希臘語，而古希臘語轉寫成拉丁文為“hērōs”，透過了關於特洛伊這段歷史時期的典故，無論如何，這單字成為了明确表示一位“已逝”的男子之意思，人們對祂們的崇敬與請求息災是位於祂們的陵墓或是在一座特定的神龕，因為在祂還活著的期間之名望或是非凡的辭世態度賜給了祂力量可以去協助與保佑在世的人們。一位英雄的地位是超越於人類但是卻尚未及於一尊神明，還有各類超自然的人物後來都被同化成為英雄的位階；一名英雄與一尊神明之間的區別是前者等級小於後者，尤其是在赫拉克勒斯的情況，這是最突出的，但卻不是典型的英雄。
從青銅時代所留下來宏偉的遺址以及古墓賜予西元前十世紀到西元前九世紀前文字時期之希臘人一個偉大還有消失年代的觀感，由偉大遺址與古墓反映出了口頭史詩傳統，而《伊利亞特》便是史詩傳統的結晶。豐富更新的奉獻物開始被成為一種象徵，在經過了一個年代的间断之後，像是位在勒夫坎狄的地點，即使被隆重埋葬禮的死者之名字已難以被憶記，“故事開始被講述，令被葬於這些古老莊嚴的人物，得到獨特的個性，（Stories began to be told to individuate the persons who were now believed to be buried in these old and imposing sites,）”羅賓·萊恩·福克斯（Robin Lane Fox）陳述著。

## 英雄崇拜的性質
希臘英雄崇拜明顯得是源自宗族基礎（clan-based）之祖先崇拜祂們是從這裡所發展出來的，因為隨著希臘城邦的演化，祂們轉變為一種公民性的而非家族性的宗教事務，還有在許多情況下再也沒有一個参拜者會去追溯英雄祂們的後裔：從邁錫尼時代的時候，沒有一座英雄聖壇可以追溯其後代到不間斷的。然而祖先（崇拜）純粹是地方性（更卻切的說是宗族性、家族性）的供奉，路易斯·法尼爾（Lewis Farnell）所觀察到的，英雄（崇拜）可能會趨向在一個以上的地方供奉著，並且他推斷著英雄－崇拜是更深深地受到史詩傳統的影響，此即“意味著許多被遺忘名稱的墳塋（suggested many a name to forgotten graves）”，加上甚至是提供了多利安人與邁錫尼英雄的聯繫關係，這是根據著高士廉（Coldstream）所述。“高士廉相信著史詩的流傳將會成為在多利安地區（英雄）供奉的原因，在那兒是一位外邦人，遷徙來的人口也許相反的預期沒有表現出對於邁錫尼先賢特別的敬仰態度。（Coldstream believed the currency of epic would account for votives in Dorian areas, where an alien, immigrant population might otherwise be expected to show no particular reverence for Mycenaean predecessors.）”。大型的邁錫尼圓頂墓（tholos tombs，或譯為蜂巢墓）即乃昭示著一段偉大的過去，通常就是英雄－崇拜的位址。還有就是不是所有的英雄連祂們名稱也都是已知或眾所周知的。

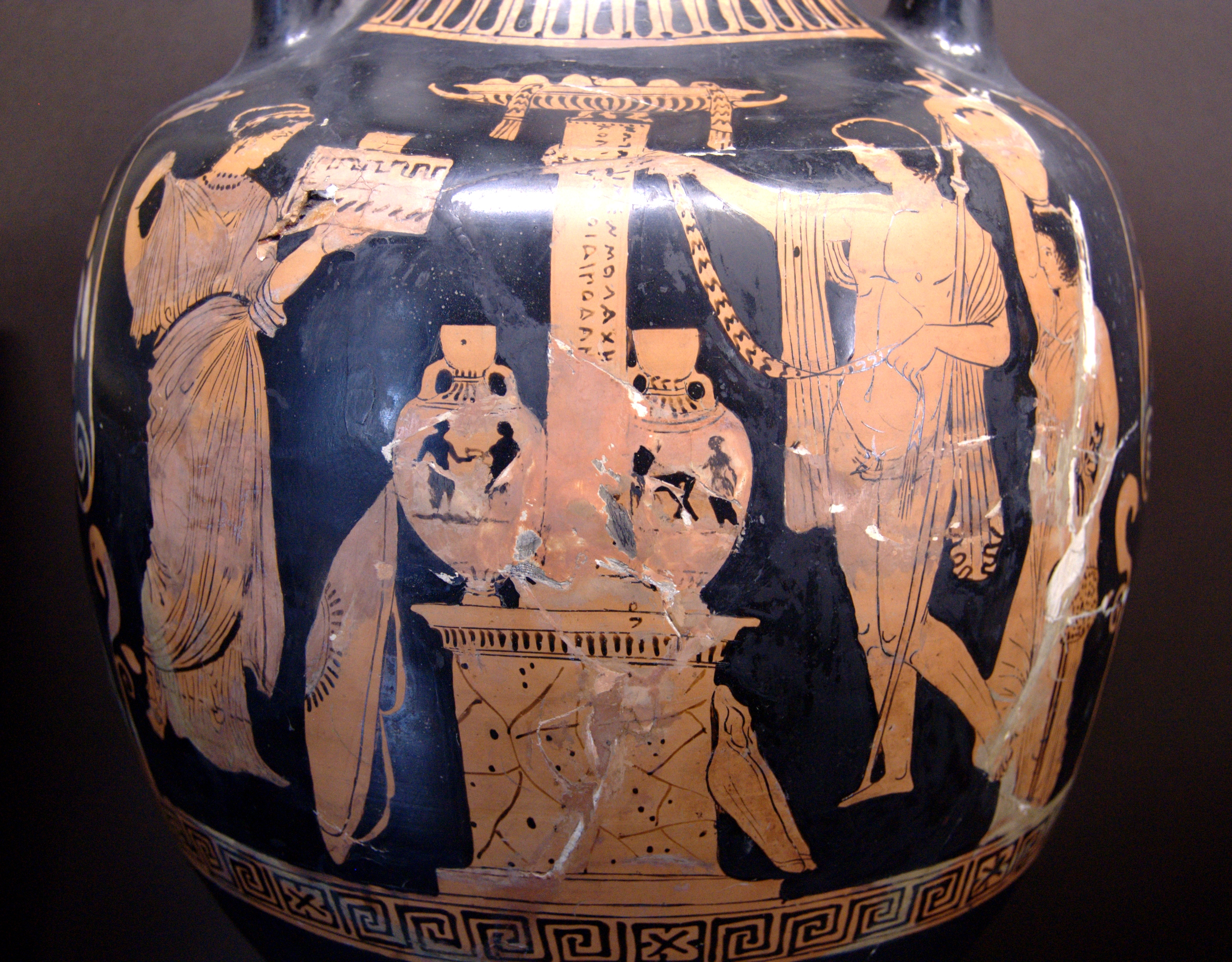
在一只盧卡尼亞（Lucania）的雙耳細頸瓶（amphora，或譯為雙耳細頸陶瓶、双耳长颈瓶、双耳瓶、雙耳酒罐）上的俄狄浦斯（Oedipus）崇拜彩繪，c.西元前380年～西元前70年（羅浮宮，CA 308）。

除了史詩傳統之外，那一些具備英雄特徵並且仍然在世間生存和活动著的傑出人士並不是作為被人們崇拜供奉的對象，最早的文字（書面）記錄有提到英雄崇拜必須要归因于德拉古，西元前七世紀晚期的雅典立法者，他规定著眾神與地方性的英雄都應該根據祖先崇拜的風俗習慣接受人們的尊奉與敬仰。這項崇拜的風俗習慣，當時，已經是既定的，並且也存在著眾多的地方性的英雄。書面資料強調了英雄墳塚和神聖圍地（也譯為聖域）或是聖所（sanctuary）的重要性，在那裡由克托尼俄斯儀式安撫著祂們（英雄）的靈魂並且促使祂們持續關切、庇佑那些把他們視為創始人的人們（信眾），關於祂們是與創建神話有所聯繫著。在英雄有受限制、約束的權限以及祂們能力所及的地區範圍之中祂“保持祂在凡塵生活有限的和擁護者的利益。祂會協助那些住在祂墳塚附近或是祂自己本身為創始人而隸屬於祂部落的子民，（retained the limited and partisan interests of his mortal life.  He would help those who lived in the vicinity of his tomb or who belonged to the tribe of which he himself was the founder,）”羅伯特·帕克（Robert Parker）如是地評述著，關於赫拉克勒斯的情形則予以保留，以祂的泛希臘範圍崇拜的性質則再次是個例外。
惠特利解釋了最後的階段，其中英雄崇拜已由城邦共同選擇作為一種政治的姿態，在被石碑所包圍的古風時代貴族式墳墓之中，由雅典所設立的對於馬拉松的公民英雄（西元前490年）的火葬，對於這些英雄而言是專以克托尼俄斯崇拜的儀式來祭祀著，正如同奉獻物渠溝所表明般的。
另一方面，希臘英雄崇拜是截然不同于羅馬所發展出的崇拜駕崩皇帝之習俗，因為英雄不被認為是上升到奧林匹斯天宮或是升格成為一尊神明：祂是位在大地下方，並且祂的權能純粹為地方性質。因為這樣的因素英雄崇拜的本質上是克托尼俄斯崇拜範疇的一種展現，以及祂們的儀式相較於向宙斯與阿波羅崇拜儀式而言更加接近類似於赫卡忒與珀耳塞福涅的崇拜儀式：於黑夜時刻之中進行祭祀仪式，祭品是不准與在世的人共同享用的。
對於上述英雄崇拜的情況而言有兩為例外的是赫拉克勒斯以及阿斯克勒庇俄斯，祂們二者可以被譽為英雄或是神明，可採行克托尼俄斯祭祀仪式或是採行焚燒祭品的儀式。在受人們崇拜膜拜中的英雄行为举止表現上是與在神話中的英雄非常地不同。祂們可能像男人或蛇一般顯得似乎無關緊要，並且除非祂們憤怒不然尟少的顯靈出现。一則畢達哥拉斯的警句勸告人們說不要去吃掉落在地板上的食物，因為“它是屬於英雄的（it belongs to the heroes）”。如果英雄被人們給忽視了或者遗弃、离开了未加安撫祂們可能會轉變成凶狠且怀有恶意的情況：在由阿里斯多芬所作而今已殘缺不全的戲劇之中，一支匿名的英雄歌隊（Chorus）則形容祂們自己如同是蝨子、发烧以及脓肿（boils）的發送者。
在希臘大陸上一些早期的英雄與女英雄崇拜的考古學證據有了很好地证明包括位在靠近斯巴達的铁拉普涅（Therapne）專門供奉祭祀著墨涅拉俄斯（Menelaus）以及特洛伊的海倫王妃的墨涅拉俄斯庙（Menelaion，也翻為墨涅拉俄斯宮與墨涅拉俄斯殿），一座位在邁錫尼專門供奉祭祀著阿伽門農與卡珊德拉的神龕，另外有一座是位在阿米凱來伊（Amyklai）專門供奉祭祀著亞歷山德拉（Alexandra）的神龕，另外還有一座是在伊薩卡島的帕勒斯灣（Polis Bay）之中有專門供奉祭祀著奧德修斯的神龕。這些神龕都似乎可以追溯到西元前八世紀。位在奧林匹亞的珀羅普斯（Pelops）之崇拜可以追溯到古風時期。

## 英雄與女英雄
英雄崇拜主要是奉獻給最突出地的男子，雖然說在英雄崇拜儀式的實踐中崇拜者的体验是關於撫慰著一群家族人士（該名英雄的家屬），其中也包括著女性，她們可能是一名英雄丈夫的妻子、一名英雄兒子的母親（譬如：阿爾克墨涅與塞墨勒），以及一名英雄父親的女兒。正如芬利（Finley）評述到奧德修斯的世界一般，有關這方面主要在他所閱讀的文獻乃是源自於希臘黑暗時代文化於八世紀翻譯的懷舊傳說：
原文：Penelope became a moral heroine for later generations, the embodiment of goodness and chastity, to be contrasted with the faithless, murdering Clytaemnestra, Agamemnon's wife; but 'hero' has no feminine gender in the age of heroes.
譯文：珀涅羅珀成為了後輩合乎道德的女英雄，美德或者是善行和貞潔的化身，與背信棄義的人形成了對比，谋杀克呂泰涅斯特拉，阿伽門農的妻子；不過‘英雄’在英雄時代裡是沒有女性化性別的。
亦有地方性受到尊敬崇拜的人物像是犧牲獻祭的處女伊菲革涅亞（Iphigeneia），一尊古老的地方性寧芙仙女（nymphe）已經沦为一名傳說的平凡人物了。其他与世隔绝的女性人物則是意味著地方性崇拜的祭司─創始人。由拉爾森（Larson）對肖像以及金石學證據的整理而結合起來描述的女英雄如英雄的性質般地類似，然而在男性為主的希臘文化之中，通常地位是居次的。

## 英雄崇拜的類型
惠特利區分了四種或五種基本類型的英雄崇拜：

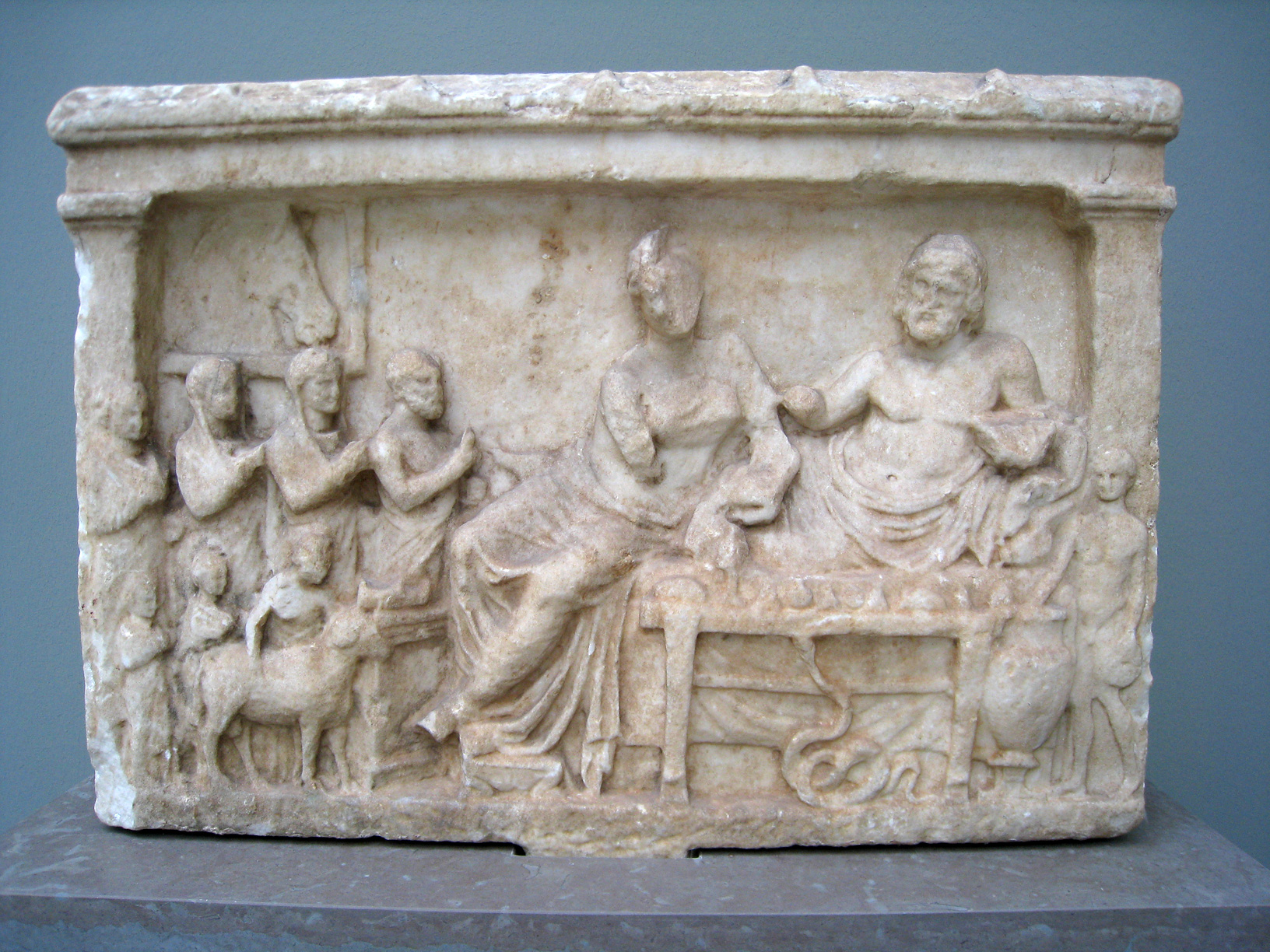
奉献給一名奉为神般／神化的英雄和另一尊神明，描摹在大約西元前300年的一面希臘大理石浮雕上。

- 一、殖民城邦建立者的創始人崇拜（Oikist cults）。[17]這種類型的崇拜是出現在大希臘（義大利半島南端）以及西西里島的希臘世界的殖民地中位在城邦創立者的墳塚，此即oikos（音譯：歐伊科斯）。在這種情況下的崇拜是位在新近已成為了英雄的墳塚，這一點則是必須設想墳塚的墓主身分是明確已知的。修昔底德提供了位在安菲波利斯的布拉西達斯（Brasidas）之例證。也可能有提到了昔蘭尼的巴圖斯（Battus）。“這樣的歷史範例（Such historical examples）”，惠特利提醒著，“在古風時期對某些墳塚崇拜的解釋有著明顯的色彩（have clearly colored the interpretation of certain tomb cults in the Archaic period）”。這樣的古風時期的遺址如位在勒夫坎狄以及位在埃雷特里亞的西門附近之“英雄祠（heroon）”是不能藉著考古學的方法從家族奉行的儀式方面來區分在墳塋（〔英雄〕墳塚崇拜）以及祖先崇拜之間的分別。
- 二、對已被指定為英雄人物的崇拜。在古典時期一些已知的（英雄）崇拜位址是專用於在希臘和現代意義上的知名英雄之供奉，尤其是關於《伊利亞特》以及史詩集成（Epic Cycle）的其他劇集之中所提到的英雄人物。惠特利於此指出了兩個要點，第一點是最早的heria（音譯：赫里亞）是聯繫著男性英雄與早期並且強壯的女性神靈（presences）一起的，以及第二點，那樣的人物正如奧德修斯、阿伽門農以及墨涅拉俄斯都有強烈的地方性的關係。位在雅典的俄狄浦斯以及位在奧林匹亞的珀羅普斯之崇拜都是例證。
- 三、對於地方性英雄的崇拜。這類型的地方人物不是史詩裡面所提到泛希腊世界人士而是純粹地屬於當地城邦所崇拜、供奉的英雄豪傑。例證是位在是在雅典的阿卡德摩斯以及厄瑞克透斯（Erechtheus）。
- 四、在青銅時代的墳塚的崇拜。這些都是意味著考古學上從鐵器時代所堆積的邁錫尼墳塋之沉積層，而且不是那麼容易可以讓人解讀的。由於在青銅時代晚期的瓦解（英语：Bronze Age collapse）以及最早的宗教還願物品（英语：Votive offering）（votive objects）之間的時間間隔之因素，文化發展的連續性似乎顯現出被打破的狀態了。從位在邁錫尼的墓地圈A（英语：Grave Circle A, Mycenae）上面的一塊陶片被簡單地刻写著“致與英雄（to the hero）”，[18]以及惠特利對此提議出了白銀時代（Silver Age）[19]的无名種族可能已在英雄崇拜儀式上被人們祈求著。在阿提卡地區，這些崇拜是與位於骚里哥（Thorikos）以及美尼狄（Menidhi）的圓頂墓相關聯的。
- 五、神諭英雄的崇拜。惠特利沒有专注于這種针对一項地方性神諭之發展崇拜群體而論述的發表，像是在安菲阿拉俄斯（Amphiaraus）的情況般，祂是被大地上張開的裂縫所吞噬了。較小型的崇拜是產生於一些殞命於暴力或不尋常死亡這類的人物，像是從馬拉松戰役中陣亡將士的情況般，以及那些被閃電擊中的人士，像是在大希臘的幾個被證實的範例情況般。

## 英雄、政治與眾神

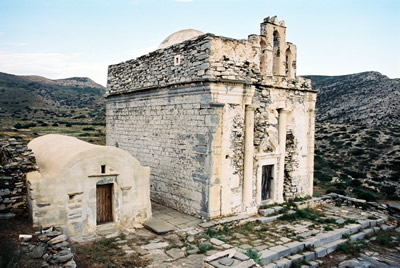
位於希臘島嶼中的錫基諾斯島上的英雄祠。

英雄崇拜在古希臘的城邦文化中可能具有極大的政治重要性。當克里斯提尼（Cleisthenes）為了投票的因素而將雅典劃分成為好幾個蒂姆（demes）時，他去諮詢德爾斐神廟的神諭關於他在劃分每一個行政區之後應以哪位英雄來為該行政區命名之。根據希羅多德的記載，斯巴達人將他們征服阿卡迪亞（Arcadia）的行為歸因於他們從阿卡迪亞人的帖該亞（Tegea）城鎮盜竊了俄瑞斯忒斯（Orestes）的骨頭。神話中的英雄通常與神祇有密切但相互矛盾的關係。因而赫拉克勒斯名字的意思是“赫拉的榮耀（the glory of Hera）”，儘管祂被眾神之后折磨了一生。這方面甚至忠實地表現在他們的英雄崇拜上。或許最引人注目的範例是雅典国王厄瑞克透斯，因為他在雅典娜和波塞冬競逐雅典城守護神的時候，雅典娜於這場競選中勝出，厄瑞克透斯選擇了雅典娜為該座城市的守護神，也因此厄瑞克透斯遭致波塞冬所弒。當雅典人在這座 衛城上舉行崇拜厄瑞克透斯儀式時，他們呼喚祂為波塞冬·厄瑞克透斯（Poseidon Erechtheus）。

## 英雄與女英雄列表
- 阿克萊（Achlae）－希臘河神，埃克羅厄斯（Achelous）的另一名稱。
- 埃寇、阿基歐（Achle, Achile）－特洛伊戰爭的傳奇英雄，源自於希臘阿喀琉斯（Achilles）的另外兩個名稱。
- 阿喀琉斯，位於白色的島嶼（Leuce）。
- 阿克泰翁，半人馬凱隆的弟子。
- 埃涅阿斯。
- 大埃阿斯。
- 阿卡德摩斯。
- 亞歷山大大帝，位於亞歷山卓（Alexandria）。
- 安菲阿拉俄斯。
- 阿塔蘭塔。
- 阿斯克勒庇俄斯。
- 巴圖斯，位於昔蘭尼。
- 柏勒洛丰。
- 卡德摩斯－建立底比斯城的腓尼基英雄。
- 库阿弥忒斯（英语：Cyamites）－是有關於厄琉息斯秘儀，他是負責掌管蠶豆的栽培。
- 狄俄倪索斯。
- 厄瑞克透斯，位於雅典。
- 赫克特。
- 赫拉克勒斯。
- 荷馬，位於亞歷山卓，由托勒密四世·爱父者所崇敬。
- 伊阿宋。
- 列奧尼達一世。
- 來古格士
- 麥萊亞戈。
- 奧德修斯。
- 俄狄浦斯，位於雅典。
- 俄里翁，位於維奧蒂亞。
- 俄耳甫斯－奧菲斯教的創始始祖。
- 潘多拉，人間的首位女性，潘多拉出於好奇而打開了盒子，無意之間釋放出了人世間的所有邪惡——貪婪、虛無、誹謗、嫉妒、痛苦——當她再蓋上盒子時，只剩下希望在裡面。
- 彭忒西勒亞。
- 佩琉斯－他是著名著名的英雄阿喀琉斯的生父。
- 珀羅普斯，位於奧林匹亞。
- 珀耳修斯。
- 克罗同的腓力普斯（英语：Philippus of Croton）
- 忒修斯。
- 坦塔洛斯。
- 帕里斯。